# Liste der Monuments historiques in Parey-Saint-Césaire
Die Liste der Monuments historiques in Parey-Saint-Césaire führt die Monuments historiques in der französischen Gemeinde Parey-Saint-Césaire auf.

## Liste der Objekte
| Bezeichnung                               | Beschreibung                                                               | Standort                        | Kennzeichnung | Schutzstatus | Datum | Bild |
| ----------------------------------------- | -------------------------------------------------------------------------- | ------------------------------- | ------------- | ------------ | ----- | ---- |
| Kreuzigungsgruppe                         | Holz, farbig gefasst, Ende des 16. Jahrhunderts                            | in der Kirche St-Césaire (Lage) | PM54000706    | Classé       | 1979  |      |
| Skulptur Heiliger Caesarius von Terracina | Stein, farbig gefasst, Anfang des 16. Jahrhunderts                         | in der Kirche St-Césaire (Lage) | PM54000707    | Classé       | 1982  |      |
| Hauptaltar                                | Altartisch, Altaraufbau und Tabernakel; Marmor, Mitte des 18. Jahrhunderts | in der Kirche St-Césaire (Lage) | PM54000709    | Classé       | 1982  |      |
| Skulptur Madonna mit Kind                 | Holz, farbig gefasst, Mitte des 18. Jahrhunderts                           | in der Kirche St-Césaire (Lage) | PM54001776    | Inscrit      | 1977  |      |
| Pietà                                     | Stein, farbig gefasst, Mitte des 16. Jahrhunderts                          | in der Kirche St-Césaire (Lage) | PM54001777    | Inscrit      | 1977  |      |
| Zwölf-Apostel-Retabel                     | Stein, farbig gefasst, um 1525                                             | in der Kirche St-Césaire (Lage) | PM54000708    | Classé       | 1982  |      |